# NGC 2224
NGC 2224 est un groupe d'étoiles situé dans la constellation des Gémeaux. L'astronome germano-britannique William Herschel a enregistré la position de ce groupe d'étoiles le 24 décembre 1786.